# Conoeca euryptera
Conoeca euryptera är en fjärilsart som beskrevs av Edward Meyrick 1893. Conoeca euryptera ingår i släktet Conoeca och familjen säckspinnare. Inga underarter finns listade i Catalogue of Life.